# Dr.-Köhler-Gedenkstein

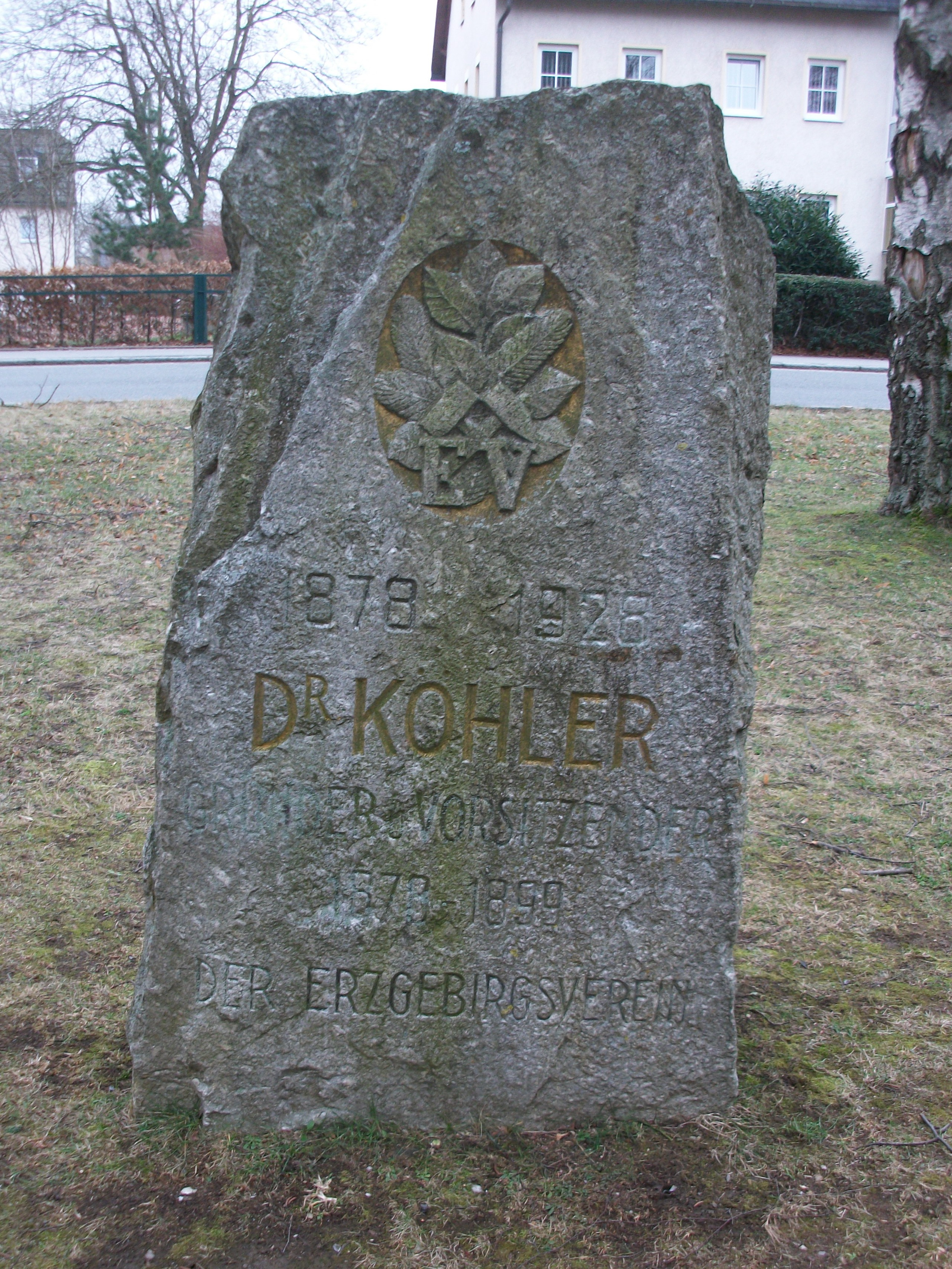
Dr.-Köhler-Gedenkstein

Der Dr.-Köhler-Gedenkstein in Schneeberg (Erzgebirge) erinnert seit 1928 an den Gründer des Erzgebirgsvereins Ernst Köhler.

## Geschichte
Der Gedenkstein wurde anlässlich des 50-jährigen Bestehens des Erzgebirgsvereins auf dem Dr.-Köhler-Platz in Schneeberg im sächsischen Erzgebirge errichtet. Die Weihe nahm 1928 der Pfarrer Friedrich Hermann Löscher, der erste Vorsitzende des Erzgebirgsvereins, vor. Seine Worte galten dem Wirken und den Verdiensten Köhlers. 
Es handelt sich um einen Block aus Eibenstocker Granit mit den Zeichen des Erzgebirgsvereins auf golden leuchtendem Grund und der Inschrift: 1878–1928. Dr. Köhler, Gründer und Vorsitzender, 1878–1899, der Erzgebirgsverein.